# NGC 7623
NGC 7623 ist eine Linsenförmige Galaxie vom Hubble-Typ S0 im Sternbild Pegasus am Nordsternhimmel, die schätzungsweise 174 Millionen Lichtjahre von der Milchstraße entfernt ist.
Im selben Himmelsareal befinden sich u. a. die Galaxien NGC 7615, NGC 7619, NGC 7621, NGC 7626.
Das Objekt wurde am 26. September 1785 vom deutsch-britischen Astronomen Wilhelm Herschel entdeckt.